# Ghána a 2010. évi téli olimpiai játékokon

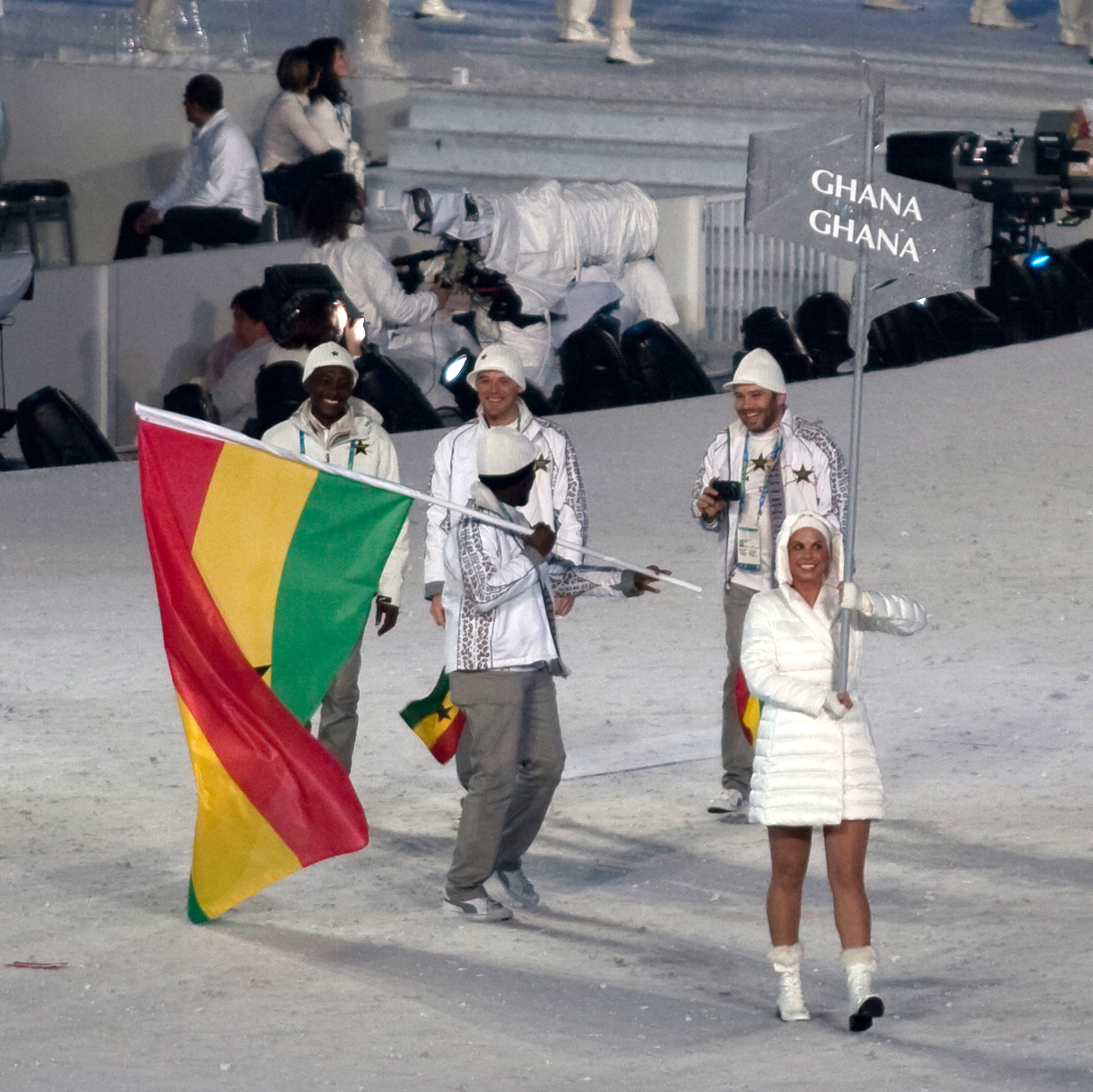
Ghána olimpiai küldöttsége a megnyitón

Ghána a kanadai Vancouverben megrendezett 2010. évi téli olimpiai játékok egyik részt vevő nemzete volt. Az országot az olimpián 1 sportágban 1 sportoló képviselte, aki érmet nem szerzett. Ghána első téli olimpiáján egyetlen alpesisíző, Kwame Nkrumah-Acheampong képviselte hazáját.

## Alpesisí
Férfi
| Versenyző                | Versenyszám | 1. futam | 1. futam | 2. futam | 2. futam | Összesítés | Összesítés |
| Versenyző                | Versenyszám | Idő      | Hely.    | Idő      | Hely.    | Idő        | Helyezés   |
| ------------------------ | ----------- | -------- | -------- | -------- | -------- | ---------- | ---------- |
| Kwame Nkrumah-Acheampong | Műlesiklás  | 1:09,08  | 53.      | 1:13,52  | 48.      | 2:22,60    | 47.        |